# 硝酸鎘
硝酸鎘是一種白色的化學物質，分子式為Cd(NO3)2，容易潮解，通常用來製造一些含鎘的化學物質。

## 反應
- 在高溫下的分解為氧化鎘和氮氧化物。